# Amulet (album)
Amulet – drugi album Oli Trzaski, którego premiera odbyła się 18 listopada 2016 roku. Album został w całości zrealizowany w jakości audiofilskiej w Studio7.

## Lista utworów
1. Brahms
2. Gino
3. Esquinas
4. Lonely Place
5. Intro 3Ballads
6. Horyzont (3Ballads)
7. Love Song feat. Ivo Kmiecik
8. End of Love
9. E Preciso Perdoar
10. Tylko z Tobą
11. Fly Away with Me
12. Amulet

## Produkcja, kompozycje i teksty
- Produkcja: Ola Trzaska i Michał Tomaszczyk
- Kompozycje: Ola Trzaska, poza utworami:
  - Brahms (song theme inspired by Johannes Brahms Piano Intermezzo op.117 no.3; co-composed by Michał Tomaszczyk)
  - Esquinas – Djavan
  - Intro: 3ballads - Nikola Kołodziejczyk
  - E Preciso Perdoar - Alcivando Luz, Carlos Coqueijo
- Aranżacje: Ola Trzaska (1–4, 6, 7, 10–12), Michał Tomaszczyk (1, 6, 9, 11)
- Teksty: Ola Trzaska, poza utworami:  
  - Esquinas – Djavan
  - E Preciso Perdoar – (Alcivando Luz, Carlos Coqueijo)
  - Fly Away with Me – Michał Tomaszczyk
  - Love Song – (Ivo Kmiecik, Joanna Kondrat)
- Mix i Mastering: Błażej Domański (asystenci: Remigiusz Zawadzki, Maciej Pietranik, Karol Mańkowski)

## Skład
- Ola Trzaska – wokal/flet
- Ivo Kmiecik – wokal (gościnnie)
- Łukasz Korybalski – trąbka/flugelhorn
- Michał Tomaszczyk – puzon/puzon wentylowy
- Marcin Piękos – rhodes
- Nikola Kołodziejczyk – wurlitzer/piano/rhodes/syntezatory
- Andrzej Święs – kontrabas/gitara basowa
- Sebastian Kuchczyński – perkusja
- Joanna Żmijewska – obój
- Przemysław Florczak – klarnet/klarnet basowy/saksofon sopranowy/saksofon tenorowy
- Amadeusz Tomaszczyk – śmiech

## Singiel
- Fly Away with me[2]